# یواس‌اس پلانگر (اس‌اس-۲)
یواس‌اس پلانگر (اس‌اس-۲) (به انگلیسی: USS Plunger (SS-2)) یک زیردریایی بود که طول آن ۶۴ فوت (۲۰ متر) بود. این زیردریایی در سال ۱۹۰۲ ساخته شد.